# Debian GNU/NetBSD
Debian GNU/NetBSD byl port operačního systému Debian na bázi jádra NetBSD. Nový operační systém měl zahrnovat standardní nástroje specifické pro Debian:
- APT (Advanced Packaging Tool)
- dpkg
- GNU uživatelské nástroje a aplikace

## Historie
Proč vzniknul port Debian GNU/NetBSD:
- NetBSD v době vzniku běželo na hardwaru, který nebyl nepodporován jádrem operačního systému Linux.
- Přenesení Debianu na jádro NetBSD zvyšovalo počet platforem, na které bylo možné spouštět operační systém založený na Debianu.
- Projekt Debian GNU/Hurd dokazoval, že Debian není vázán na jedno konkrétní jádro. Jádro GNU Hurd bylo v době vzniku portu Debian GNU/NetBSD stále relativně nevyzrálé a jádro NetBSD poskytovalo mnohem větší stabilitu.
- Zkušenosti získané z přenesení Debianu na jádro NetBSD byly použity při přenášení Debianu na jiná jádra (například FreeBSD a OpenBSD).
- Na rozdíl od projektů, jako je Fink nebo Debian GNU/w32, nabízel port Debian GNU/NetBSD plnohodnotné prostředí typu Unix.

## Komponenty
Základní systémové komponenty obsahovaly GNU Compiler Collection (GCC), GNU C Library (glibc) a GNU Core Utilities (coreutils), ale také GNU Debugger (GDB), GNU binutils (binutils), Bash (příkazový shell) a GNOME Desktopové prostředí. Port měl být k dispozici pro procesorové platformy Intel (netbsd-i386) a Alpha (netbsd-alpha). Port nebyl nikdy uvolněn a následně byl jeho vývoj opuštěn.

## Vývojáři
Na vývoji portu Debian GNU/NetBSD se podíleli zejména:
- Nathan P. Hawkins (kfreebsd-i386 port)
- Jimmy Kaplowitz (netbsd-i386 port)
- Michael Weber (netbsd-alpha port)

## Dodatek k portu Debian GNU/OpenBSD
Obdobný osud, jako port Debian GNU/NetBSD, potkal i port Debian GNU/OpenBSD na bázi jádra OpenBSD (openbsd-i386). I tento projekt byl vývojáři nakonec opuštěn a vývoj portu Debian GNU/OpenBSD byl ukončen.

## Porty na jiná jádra
- Debian GNU/Linux – port na jádro Linux
- Debian GNU/kFreeBSD – port na jádro FreeBSD
- Debian GNU/Hurd – port na jádro GNU Hurd
- Debian GNU/OpenBSD – port na jádro OpenBSD
- Debian GNU/w32 (nebo také Debian GNU/Win32) – port do POSIX prostředí Cygwin pro Microsoft Windows
- Debian GNU/MinGW – port s využitím vývojového prostředí MinGW (Minimalist GNU for Windows) pro Microsoft Windows
- Debian GNU/POSIX-2 – port s využitím vývojového prostředí POSIX/2 pro IBM OS/2
- Debian GNU/FreeDOS (nebo také Debian GNU/DJGPP) – port na jádro FreeDOS
- Debian GNU/Plan9 (nebo také Debian GNU/9front) – port na jádro Plan9
- Debian GNU/Beowulf – port na Beowulf cluster
- Debian GNU/OpenSolaris (nebo také Nexenta OS) – port na jádro OpenSolaris